# Apache Struts
Struts és una aplicació web de codi obert de l'Apache Software Foundation, desenvolupada sota el patró de disseny MVC (Model View-Controler, model vista-controlador). Es va iniciar l'any 2000 sobre la plataforma J2EE (Java 2, Enterprise Edition).
Per a entendre el funcionament de l'Struts, primer es treballa sobre les següents tecnologies d'aplicacions web a Java:
- HTTP, HTML i agents d'usuari
- El cicle request/response d'HTTP.
- JavaScript, AJAX, y SOAP
- El llenguatge Java i Aplicacions Frameworks
- JavaBeans
- Fitxers de propietats i ResourceBundles
- Servlets, filtres i contenidors web
- Pàgines JavaServer i JSP Tag Libraries
- Extensible Markup Language (XML)
- JAAS
- Model Vista Controlador

## HTTP, HTML i agents d'usuari
El World Wide Web va ser construït sobre el protocol de transferència d'hipertext (HTTP) i el llenguatge de marcat d'hipertext (HTML). Un agent de l'usuari, com un navegador web, utilitza l'HTTP per a sol·licitar un document HTML. El navegador després ajusta el format i exhibeix el document a l'usuari. L'HTTP s'utilitza per a transportar més que l'HTML, però l'HTML és la llengua franca del web i de les aplicacions web.